# Schienenfreie Innenstadt

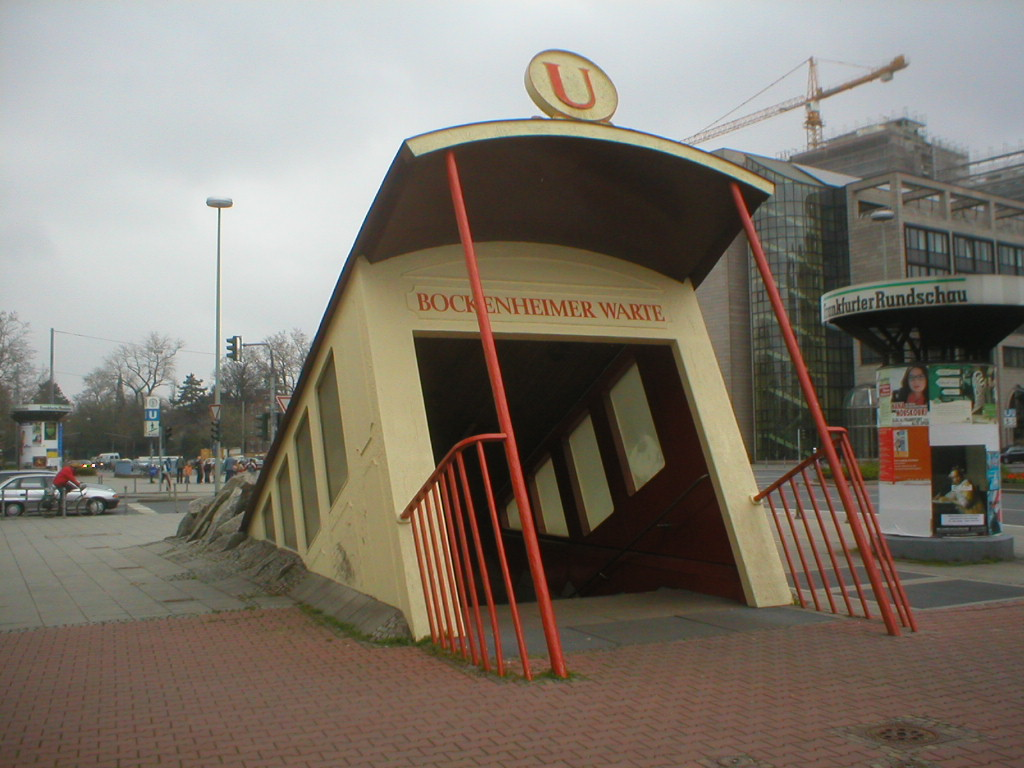
Der Eingang zum 1986 eröffneten U-Bahnhof Bockenheimer Warte symbolisiert das Konzept der schienenfreien Innenstadt

Die „Schienenfreie Innenstadt“ war ein Stadtentwicklungs- und Verkehrskonzept der 1980er Jahre in Frankfurt am Main. Es sah, nach Vollendung des innerstädtischen Schnellbahnnetzes, die Stilllegung aller Straßenbahnstrecken in den Innenstadtbezirken und die Nutzung der freiwerdenden Gleisflächen zur „Aufwertung“ öffentlicher Räume vor. Die Planung entstand zu Beginn der 1980er Jahre und scheiterte spektakulär beim Versuch ihrer Vollendung im Herbst 1986 am Widerstand der Öffentlichkeit und der Genehmigungsbehörden. Der damalige Konflikt erregte bundesweites Interesse und gehört zu den heftigsten verkehrspolitischen Konflikten der deutschen Nachkriegsgeschichte.

## Vorgeschichte

### Stadt- und Verkehrsplanung im Frankfurt der 1970er Jahre
Frankfurt am Main litt Mitte der 1970er Jahre bundesweit unter einem denkbar schlechten Ruf. Die Stadt galt als hässlich, „unregierbar“ und „unbewohnbar“. Der Wiederaufbau des kriegszerstörten historischen Stadtkerns wurde in modernen Formen umgesetzt, gefolgt von autogerechter Stadtplanung und Bauspekulation, die schließlich auf den Widerstand der Bevölkerung („Frankfurter Häuserkampf“) stieß. Die Verkehrspolitik der Stadt orientierte sich einseitig an den Bedürfnissen des Straßenverkehrs, neben dem Bau zahlreicher Stadtautobahnen sollte die Herausnahme der Straßenbahn aus bestehenden Hauptstraßen dazu beitragen, den Kraftfahrzeugverkehr zu beschleunigen. Die künftigen Netze von U-Bahn und S-Bahn, deren offene Baugruben zu dieser Zeit Stadtbild und Verkehr zusätzlich belasteten, sollten die Straßenbahn mittelfristig völlig ersetzen. Nach der aus den frühen 1960er Jahren stammenden Planung sollte bereits die erste Ausbaustufe die Innenstadt vom „schienengebundenen Oberflächenverkehr“ (d. h.: der Straßenbahn) befreien.

### Der Regierungswechsel 1977
Die Unzufriedenheit mit der städtischen Planungspolitik führte bei den Kommunalwahlen 1977 zu einem Regierungswechsel. Die seit Kriegsende regierende SPD unter Oberbürgermeister Rudi Arndt verlor ihre absolute Mehrheit. Hingegen konnte die bis dato oppositionelle CDU eine solche gewinnen. Ihr Kandidat Walter Wallmann wurde neuer Oberbürgermeister. Wallmann legte während seiner Amtszeit einen Schwerpunkt auf die Wiedergewinnung einer großstädtischen, attraktiven Innenstadt. Projekte wie die Schaffung des Museumsufers, der Wiederaufbau der Alten Oper oder der historischen Ostzeile des Römerbergs sollten die Stadt sowohl mit ihrer Geschichte versöhnen als auch der neugewonnenen Rolle als europäische Metropole einen städtebaulichen Ausdruck verleihen.

## Das Konzept der „Schienenfreien Innenstadt“
In der Verkehrspolitik übernahm Wallmann dagegen ohne Änderung die Planungen seiner Vorgänger. Der Schnellbahnbau in der Innenstadt näherte sich seinem vorübergehenden Abschluss. Die beiden ersten U-Bahn-Strecken waren 1968 und 1974 eröffnet worden, 1978 folgte der Innenstadttunnel der S-Bahn. Mit der Inbetriebnahme der dritten und letzten U-Bahn-Strecke sollte die Abschaffung der zahlreichen durch die Innenstadt verlaufenden Straßenbahnstrecken verbunden werden. Im Gegensatz zu den rein technokratisch planenden Vorgängerregierungen verband Wallmanns Magistrat die Herausnahme der Straßenbahn mit populären stadtgestalterischen Zielen: die Schienenfreie Innenstadt, so der Titel des Konzepts, für das bald in Broschüren geworben wurde, sollte zum attraktiven Erlebnisraum für Bewohner und Besucher Frankfurts werden. Die freiwerdenden Gleisflächen sollten nicht etwa dem Autoverkehr zugutekommen, sondern zur „Aufwertung“ der Straßen- und Platzräume genutzt werden.

## Der Herbst 1986

### Die Details der „Schienenfreien Innenstadt“

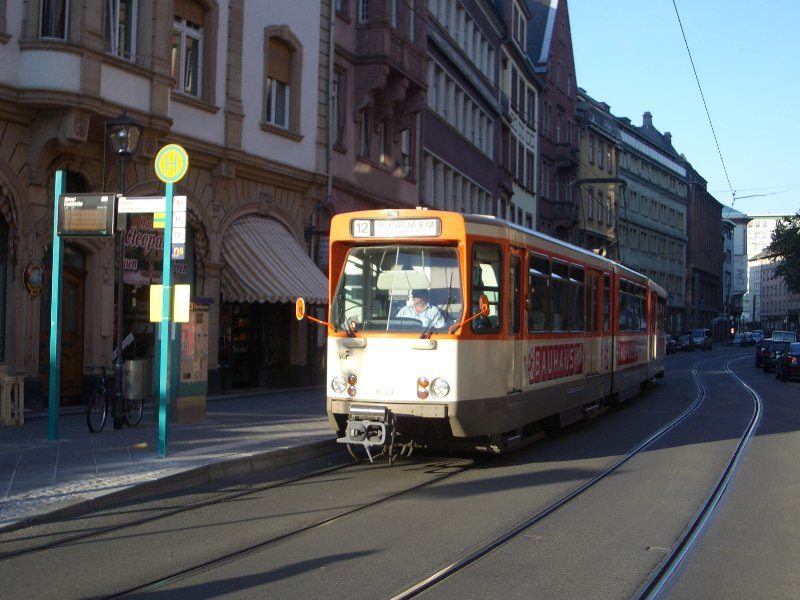
Die tunnelgängigen P-Triebwagen sollten die Abwicklung des Trambetriebes übernehmen

Mit der für den 29. September 1986 geplanten Eröffnung der Ost-West-Achse der U-Bahn (C-Strecke, Linien U6 und U7) sollten alle Straßenbahnstrecken in der Innenstadt, der Altstadt, dem Bahnhofsviertel und dem Westend stillgelegt werden. Lediglich eine Stichstrecke zur Konstablerwache sollte als Zubringer für S-Bahn und U-Bahn vorübergehend erhalten bleiben. Alle anderen Straßenbahnstrecken in der Innenstadt sollten stillgelegt werden:
- Die Strecke von der Bockenheimer Warte über den Opernplatz zur Hauptwache, die älteste Straßenbahnstrecke der Stadt (1872 eröffnet), genau diesen Weg nahm nun die neue U-Bahn,
- die Strecke durch die Mendelssohn- und Wilhelm-Hauff-Straße im Westend, hier sollte künftig ein Bus verkehren,
- die Strecke entlang der Mainzer Landstraße und der Taunusanlage, von der Ludwigstraße über den Platz der Republik bis zum Opernplatz (ersatzlos),
- die Zeil-Ersatzstrecke von der Hauptwache über die Schillerstraße, das Eschenheimer Tor, die Stiftstraße, die Stephanstraße und die Vilbeler Straße zum Friedberger Tor (ersatzlos),
- der Knoten rund um den Goetheplatz, die Biebergasse und die kurze Stichstrecke am Roßmarkt (ersatzlos),
- die Altstadtstrecke vom Hauptbahnhof durch das Bahnhofsviertel (Münchener Straße) und die Bethmann- und Braubachstraße bis zum Allerheiligentor, ebenfalls ersatzlos, sowie
- die Strecke vom Roßmarkt über Kaiserplatz, Theaterplatz, Untermainbrücke und Schweizer Straße bis zur Gartenstraße, diese Relation bediente die 1984 vom Theaterplatz zum Südbahnhof verlängerte A-Strecke.

Bei der Planung wurde ein Gebiet im Radius von 600 Metern um einen Schnellbahnhof als ausreichend erschlossen angesehen, deshalb war für die stillzulegenden Tramstrecken im Stadtzentrum kein Ersatz vorgesehen. Die sechs Schnellbahnstationen innerhalb der Wallanlagen wurden als ausreichend erachtet. Den Straßenbahnen sollte auch im übrigen Stadtgebiet, wie den Stadtbussen, nur noch eine Zubringerfunktion zum nächsten U-Bahnhof zukommen. Die Tramlinien im Osten und Westen der Stadt sollten nur noch über das südlich des Mains liegende Sachsenhausen, also über zwei Mainbrücken, miteinander verbunden sein.
Die Bockenheimer Landstraße, der Goethe- und Rathenauplatz, der Roßmarkt, die Braubachstraße, der Theaterplatz und die Münchener Straße sollten anschließend zu großzügigen boulevardartigen „Erlebnisräumen“ umgestaltet werden.
Diese „positiven“ Aspekte des Konzepts wurden im Vorfeld der geplanten Umstellung besonders in den Vordergrund gestellt. Auch auf die neue U-Bahn-Strecke sollte Vorfreude geweckt werden, neben mehreren von Stadt und Frankfurter Verkehrsverbund (FVV) herausgegebenen Informationsbroschüren sollte diesen Zweck vor allem eine Reihe großer Feierlichkeiten erfüllen, die für den Eröffnungstag der U-Bahn vorbereitet wurde.

### Widerstand in der Bevölkerung
Gegen diese Pläne formierte sich das Bündnis „Rettet die Straßenbahn“. Dieses Bündnis setzte sich aus Nahverkehrsfreunden, Gewerkschaftern, Seniorenbeiräten, kirchlichen Institutionen, der SPD und den Grünen zusammen und bildete das erste organisierte Bürgerbegehren zur Bewahrung von Straßenbahnstrecken. Innerhalb eines Jahres unterschrieben fast 60.000 Menschen für den Erhalt der Straßenbahnstrecken. Zeitungen, Hörfunk und Fernsehen widmeten sich dem Konflikt. Keine der zahlreichen früheren Streckenstilllegungen hatte eine solche Aufmerksamkeit erregt. Sogar der anerkannte Ex-Zoodirektor Professor Bernhard Grzimek ergriff öffentlich Partei für die Straßenbahn und bewertete das Konzept der „Schienenfreien Innenstadt“ als „bürgerfeindlich“, ebenso fand der spätere DGB-Landesvorsitzende Dieter Hooge eine solche Innenstadt unsozial und unattraktiv. Kommunalpolitisch bemerkenswert war, dass die SPD sich nun gegen die von ihr 20 Jahre zuvor selbst entwickelte Planung stellte, die nunmehr nur noch von der seinerzeit unbeteiligten CDU vertreten wurde, dies jedoch ohne Rücksicht auf den erkennbaren Willen der Bevölkerung.

### Der Regierungspräsident verweigert die Genehmigung
Der für die Genehmigung der Stilllegungen zuständige Regierungspräsident Hartmut Wierscher (SPD) teilte schließlich Ende August 1986 mit, er werde der Stilllegung nicht zustimmen. Aufgrund des Drucks der Bevölkerung stünde eine Stilllegung mit dem öffentlichen Verkehrsinteresse nicht im Einklang. Zumindest die Linien 14 (Gallusviertel/Mönchhofstraße – Fechenheim), 15 (Stadion – Bornheim/Inheidener Straße) und 18 (Enkheim – Hausen) müssten auf der Altstadtstrecke erhalten bleiben.
Der erst am 14. August ins Amt gewählte neue Oberbürgermeister Wolfram Brück kritisierte die Entscheidung des Regierungspräsidiums daraufhin als „parteipolitisch motiviert“, „sachlich unrichtig“ und „rechtlich unhaltbar“ und hielt weiterhin an seinen Stilllegungsplänen fest. Spätestens jetzt eskalierte der Konflikt und gelangte bundesweit in die Schlagzeilen.
Der für die Fahrplangestaltung zuständige FVV stellte zur gleichen Zeit seinen neuen Winterfahrplan vor, der die stillzulegenden Straßenbahnlinien bereits nicht mehr enthielt und ließ ihn umgehend drucken. Er beinhaltete – entgegen den Vorgaben des Regierungspräsidiums – eine neue Linienführung der Linie 11 (verkürzt auf die Strecke Zoo – Fechenheim) und der Linie 14 (über Sachsenhausen). Auf die erneute Forderung des Regierungspräsidiums nach Erhaltung der Altstadtstrecke drohte Brück mit dem Ausstieg Frankfurts aus dem FVV. Der damalige SPD-Vorsitzende von Frankfurt, der spätere Planungsdezernent Martin Wentz kommentierte dies mit den Worten „Brück macht Frankfurt bundesweit lächerlich.“

### Die Eskalation
Zwei Tage vor der geplanten Eröffnung der neuen U-Bahn-Strecke erreichte der Streit seinen Höhepunkt. Oberbürgermeister Brück verschob die Eröffnung der U-Bahn auf unbestimmte Zeit und verbot das große Eröffnungsfest in der Leipziger Straße sowie weitere Eröffnungsfeiern in der Schillerstraße und am Zoo. Obwohl sich viele Geschäftsleute auf die Feiern vorbereitet hatten und in nicht unerheblichem Maße investiert hatten, drohte Brück mit ernsthaften Konsequenzen, wenn irgendjemand an diesem Tag feiern würde. Dies ließ er sogar polizeilich überwachen. Teuer engagierte Bands und Künstler verließen aufgrund der abgesagten Feierlichkeiten unverrichteter Dinge die Stadt.
Wiederum machte der Streit bundesweit Schlagzeilen. Der Sommerfahrplan galt mit einigen Änderungen weiter, worauf die Fahrgäste mit roten Schildern an den Haltestellen hingewiesen wurden. Die Straßenbahnen fuhren also zunächst weiter durch die Innenstadt, der fertige U-Bahn-Tunnel blieb einstweilen unbenutzt. Im Bereich der Bockenheimer Warte kam es aber zu der besonderen Situation, dass die Gleise der Straßenbahnlinie 16 teilweise bereits entfernt worden waren, so dass die Züge dieser Linie eine andere Strecke zwischen Bockenheimer Warte und der Festhalle befahren mussten.

### Die späte Einigung
Erst Anfang Oktober signalisierte die CDU die Bereitschaft, die Altstadtstrecke mit der Linie 11 zu erhalten. Im Gegenzug verzichtete Regierungspräsident Wierscher auf die Beibehaltung von drei weiteren Linien. Der FVV gestaltete die Linienführung der Linie 11 absichtlich unattraktiv mit einer Endhaltestelle an der Südseite des Hauptbahnhofes sowie einem Umweg über die Zoo-Schleife, um als Zubringer zur U6/U7 zu dienen. Die Linie 14 fährt seitdem über Sachsenhausen.
Mit drei Wochen Verspätung wurde die neue U-Bahn am 12. Oktober 1986 doch noch eröffnet, jedoch ohne Feier. Eine Auflage der Stadt war, dass über die Altstadtstrecke nur die Linie 11 fahren durfte. Bei Umleitungen und selbst für Ein- und Ausschiebeverkehr musste eine andere Strecke gewählt werden. Den bereits gedruckten Winterfahrplänen wurde ein Beiblatt mit den neuen Linienwegen beigelegt.
Alle anderen Straßenbahnstrecken wurden wie geplant stillgelegt, die Straßenbahn-Linie 12 befuhr nun die Stichstrecke zur Konstablerwache, da der alte Streckenverlauf über die Vilbeler Straße, Stephanstraße und Schillerstraße gekappt wurde. Sie endete nun in der Großen Friedberger Straße, wofür ein seit 1978 stillgelegter Streckenabschnitt reaktiviert wurde.
In der Folgezeit bemühte sich der FVV weiterhin, die Linie 11 stillzulegen. Jedoch nutzten, trotz der abgelegenen Endhaltestelle und des zeitraubenden Umweges über den Zoo, täglich zwischen 5000 und 10 000 Personen die Linie.

## Folgen
Die auf der Altstadtstrecke verbliebene Linie 11 erwies sich als langlebiger als ursprünglich geplant. Drei Jahre nach dem Eklat um die „Schienenfreie Innenstadt“ standen wieder Kommunalwahlen an, die Brück und seine Partei mit einem Stimmenverlust von 13 % verloren. Auf die CDU-Alleinregierung folgte eine rot-grüne Koalition unter Volker Hauff, die einen Richtungswechsel in der städtischen Verkehrspolitik zu einem zentralen Anliegen ihrer Politik machte. Bald war statt von einer schienen- von einer autofreien Innenstadt die Rede, was jedoch ebenfalls aufgrund vorhersehbarer Proteste nicht realisiert wurde. Die bislang unattraktive Linie 11 wurde, unter Verzicht auf die „Zooschleife“, zu einer Ost-West-Durchmesserlinie (Fechenheim-Höchst) aufgewertet, der nun längsten Straßenbahnlinie der Stadt. Seit 1999 verkehrt die Linie 12 über eine noch längere Strecke und benutzt auf ihrem Weg ebenfalls die Altstadtstrecke, deren Bestand heute nicht mehr in Frage gestellt wird.
Seit 1999 wächst das Frankfurter Straßenbahnnetz  wieder und wurde um neue Linien ergänzt. (Siehe auch: Renaissance der Straßenbahn)
Die Systemfrage U-Bahn oder Straßenbahn ist in der kommunalpolitischen Debatte bis heute sehr umstritten, wobei vor allem die 1986 direkt beteiligten Fraktionen von CDU und Grünen gegensätzliche, aber gleichermaßen dogmatische Positionen vertreten. Während die Christdemokraten dem mittlerweile wieder verfolgten Neubau von Straßenbahnstrecken teilweise nur widerwillig folgen, machten die Grünen 2006 die Verhinderung der Verlängerung der U-Bahnlinie 4 von der Bockenheimer Warte nach Ginnheim zum Wahlkampfthema und setzten dies im schwarz-grünen Koalitionsvertrag trotz bereits weit gediehener Planungen durch.